# الکسی کازاکوف

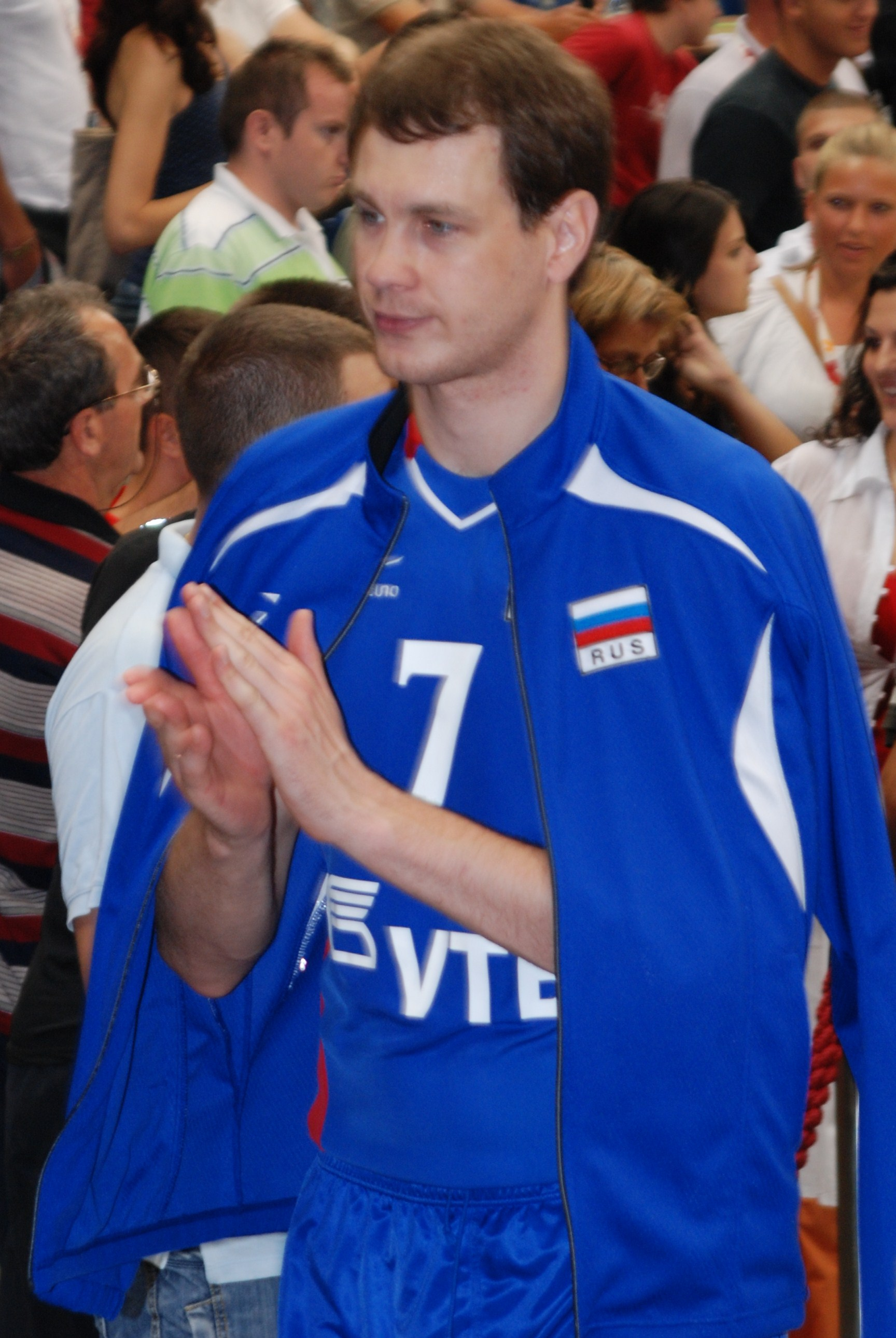
الکسی والرویچ کازاکوف

الکسی والرویچ کازاکوف (به روسی: Алексей Валерьевич Казаков) (زاده ۱۸ مه ۱۹۷۶ در نابرژنیه چلنی) بازیکن سابق تیم ملی والیبال روسیه است. کازاکوف با ۲.۱۷ سانتی متر قد یکی از بلندترین ورزشکاران جهان است. او به همراه تیم ملی روسیه مدال برنز المپیک تابستانی ۲۰۰۴ آتن را به دست آورد.